# Юнкерс Ю-13
Юнкерс Ю-13 (нем. Junkers F.13), первоначальное наименование J 13 — немецкий пассажирский самолёт разработки и производства компании Юнкерс. F.13 стал первым самолётом, изначально проектировавшимся в качестве пассажирского. Разработка велась под руководством О. Ройтера. F.13 представлял собой одномоторный моноплан, вмещавший 2-х членов экипажа и 4-х пассажиров. Первый полет F.13 совершил в 1919 году. Серийный выпуск продолжался до начала 30-х годов. Было выпущено около 332 экземпляров различных модификаций. 110 экземпляров эксплуатировались авиакомпанией Lufthansa, остальные экспортированы в десятки стран мира.

## История создания, испытания
До 1918 года ни одна из стран, способных производить летательные аппараты, не использовали самолеты в качестве воздушного транспорта. И не было ни одного пассажирского самолёта, который можно было бы использовать как базу для серийного производства. Одним из первых, кто решил создать первый в мире чисто пассажирский самолет, был профессор Гуго Юнкерс.
Проектирование нового самолета началось в конце 1918 году. Разработка велась под руководством главного конструктора фирмы Отто Ройтера. При проектировании за основу был взят штурмовик J-10, который по окончании Первой Мировой войны был приспособлен для перевозки пассажиров. По сравнению со штурмовиком на проектируемом самолете были увеличен размер фюзеляжа, для возможности размещения четырех пассажиров и заново спроектировано толстое крыло, что позволило разместить в нем топливные баки.
Постройка первого самолета началась в феврале 1919 года и завершилась к июню. Первый самолет назвали "Annalise" в честь Анны Луизы жены принца Леопольда. Первый полет самолет совершил 25 июня и в тот же день совершил второй полет с шестью пассажирами на борту. В сентябре "Annalise" установил неофициальный мировой рекорд - самолет достиг высоты 6750 м, имея на борту восемь пассажиров.
Испытания проходили успешно. Второй самолет, названный "Hertha", совершил полет в июле 1919 года. К этому времени авиалайнер получил сертификат, позволявший использовать его на авиалиниях. Характеристики  Junkers J13 обеспечивали самолету высокие показатели маневренности и не вызывали проблем с управлением. Самолет сразу запустили в серийное производство под обозначением F 13. 

## Серийное производство
При организации производства Гуго Юнкерсу пришлось столкнуться с положениями Версальского договора, который накладывал ограничения на производство самолетов в Германии как по количеству, так и по типам. Junkers F 13 попал под первую редакцию этих ограничений. Вдобавок страны победительницы ввели запрет на экспорт немецких самолетов.
Из-за введенных ограничений пришлось временно организовать серийный выпуск самолетов в Данциге, который в то время не являлся частью Германии. Сохранить производство удалось благодаря заказам американского предпринимателя Джона М. Ларсена. Чтобы обойти запреты Версальского договора, был заключен договор по которому самолеты в разобранном виде доставлялись в США на пароходах, где собирались и продавались как изделия американской фирмы Junkers-Larsen Aircraft Co., под маркой Junkers-Larsen JL-6. Всего по такой схеме было поставлено 23 самолета.
В США самолет продавался плохо и Ларсен отказался от дальнейшего сотрудничества. Из 40 подготовленных к отправке в США самолетов было поставлено 23. Еще 11 самолетов готовых к отправке комиссия Антанты конфисковала в порту Гамбурга. Тем не менее, корпорация Junkers-Larsen помогла сохранить производство самолета. В 1921 году было построено 23 самолета для стран победительниц в качестве послевоенных репараций: Франция - 7 самолетов, Великобритания - 5 самолетов, Италия - 5 самолетов. Бельгия - 3 самолета и Япония- 3 самолета.
В 1922 году были сняты жесткие запреты Версальского договора. Самолет стали заказывать как немецкие авиакомпании, так авиакомпании других стран. Производство шло по нарастающей. В рекордном для производства 1925 году было изготовлено 68 самолетов. Всего за 10 лет серийного производства было выпущено 332 самолета различных модификаций. Производство этих самолетов под названием ПС-2 было организовано и в СССР, где было построено 5 самолетов.

## Конструкция
Junkers F 13 - одномоторный многоцелевой цельнометаллический низкоплан классической схемы. На борту самолета размещалось четыре человека и два члена экипажа (пилот и бортмеханик).
- Фюзеляж - закругленный сверху корпус прямоугольного сечения. Каркас состоял из пространственных алюминиевых ферм. Обшивка гофрированные листы дюралюминия. В носовой части фюзеляжа располагался мотоотсек, за ним частично закрытая пилотская кабина. Далее пассажирский салон на четыре пассажира - по два кресла в ряду. Проход между сиденьями первого ряда. Для доступа в салон и пилотскую кабину по обоим бортам, между первым и вторым рядами пассажирских кресел, располагались входные двери[2].
- Крыло - свободнонесущее, низкорасположенное с толстым профилем. Состоит из центроплана и двух отъёмных консолей. Каркас крыла безлонжеронный представляет собой пространственную ферму сваренную из десяти труб. Обшивка тонкий гофрированный дюралюминий[2].
- Хвостовое оперение - цельнометаллическое однокилевое классической схемы.
- Шасси - двухстоечное с хвостовым костылем. В сухопутном варианте на каждой стойке крепилось по одному колесу или лыже, крепления стоек позволяли быстро производить замену. В варианте на поплавках стойки заменялись на раму с двумя поплавками[2].
- Силовая установка - один поршневой шестицилиндровый  12-ти клапанный двигатель водяного охлаждения BMW IIIa мощностью 185 л.с., установленный в носовой части фюзеляжа. В зависимости от модификации самолета устанавливались различные двигатели мощностью от 159 л.с. до 480 л.с. Воздушный винт деревянный двухлопастный, с 1920 года устанавливался металлический винт Junkers[2].

## Характеристики
- Максимальная скорость: 173 км/ч (F 13fe: 198 км/ч)
- Крейсерская скорость: 160 км/ч (F 13fe: 170 км/ч)
- Дальность: 1400 км
- Рабочий потолок: 5 000 м (F 13fe: 5 090 м)
- Скороподъёмность: 2,40 м/с

## Эксплуатация
Самолет был коммерчески успешным и до начала 1940-х годов стал самым массовым транспортным самолетом первого поколения. Junkers F 13 был рекордсменом по числу эксплуатировавших его авиакомпаний на всех континентах и во всех климатических зонах. Причиной тому были удобства для пассажиров и простота в эксплуатации.
Германия
После Первой Мировой войны город Данциг был выведен из состава Германии и объявлен свободным городом. Этим воспользовалась фирма "Юнкерс" и организовала там авиакомпанию Danziger Luftpost, что дало возможность обойти ограничения Версальского договора. Регистрацию в этой авиакомпании получили 20 самолетов F 13. В 1922 году были сняты самые жёсткие Версальские запреты и немецкие авиакомпании получили возможность приобретать самолеты. Всего немецким авиакомпаниям было поставлено 213 самолетов. Многие из этих самолетов сдавались в лизинг за границу. В январе 1926 года немецкие авиаперевозчики объединились в Национальную авиакомпанию Deutsche Lufthansa . Общее число самолетов F 13 эксплуатировавшихся под флагом Lufthansa, составляло 93 самолета. Последний полет F 13 на линии состоялся в 1937 году.  Во время Второй Мировой войне F 13 использовались Люфтваффе в качестве учебного для подготовки радистов и штурманов.
Австрия
Авиакомпания OLAG с 1923 года эксплуатировала 22 самолета F 13. Самолеты работали на маршрутах европейской сети, организованной под руководством Гуго Юнкерса. Самолеты австрийской авиакомпании использовали также поплавковую модификацию F 13.
Польша
Здесь самолеты эксплуатировались в нескольких польских авиакомпаниях. В январе 1929 года была создана единая национальная авиакомпания LOT, которая унаследовала все польские самолеты F 13, где они эксплуатировались до 1936 года.
Финляндия
Национальная финская авиакомпания Aero O/Y , была организована в ноябре 1923 года и  F 13 стал первым ее авиалайнером. В Финляндии самолеты эксплуатировались в поплавковом варианте. Всего в авиакомпании работали семь самолетов F 13. Самолеты использовались также для перевозки почты. В июле 1928 года самолет F 13 принял участие в спасении полярной экспедиции Умберто Нобиле. Финские ВВС использовали F 13 во время Второй Мировой войны для связи и легкого транспорта.
Швейцария
Самолеты эксплуатировались авиакомпанией Ad Astra Aero. Самолетам F 13 этой авиакомпании принадлежат несколько рекордных достижений. В мае 1926 года состоялся перелет через Альпы с пятью пассажирами на высоте 5000 м. В феврале 1928 года был совершен круговой перелет через Южную Европу и Северную Африку протяженностью 6370 км.
Франция
В октябре 1921 года получила семь самолетов из числа конфискованных Антантой в счет репараций.
Junkers F 13 закупили практически все европейские авиакомпании. Самолет эксплуатировался в Афганистане и Колумбии. Несколько самолетов с пулеметами, установленными в верхней части салона летало в Персии. Успешно F 13 использовали в Южной Америке - в Аргентине, Бразилии, Боливии, Чили. Для этих стран металлическая конструкция оказалась очень удачной в силу сложных природно-климатических условий. Восемь самолетов с обозначением Junkers-Larsen JL6 использовались почтовой службой США.

## Работа в СССР
Эксплуатация «Юнкерсов» в Советской России, а позднее СССР началась с 1921 года в только-только зарождавшейся советской гражданской авиации. Эти самолёты использовались в советско-германском воздушном обществе «Дерулюфт», позднее в советском добровольном воздушном обществе «Добролёт», предшественнике «Аэрофлота» и в Авиакультуре. Всего в СССР в 1920-е работало около 50 «Юнкерсов», причем часть из них были немецкого производства, а часть строилась по лицензии на концессионном заводе Юнкерса в Филях. К тому же к 1925 году советские предприятия при участии будущего вертолётостроителя Николая Ильича Камова освоили производство собственных запчастей для этих самолётов, что позволило отказаться от импортных. Отдельные самолёты этого типа использовались в СССР до конца 1930-х годов. СССР-145 (URSS-145), с 10.1930 в составе ГВФ (Аэрофлот), списан в 1947
Самолет этого типа можно увидеть в немом художественном фильме «Шакалы Равата» 1927 г.

## Служба и боевое применение
F.13 применялись для военных целей как транспортные и как связные. F.13 эксплуатировали ВВС Австралии, ВВС Болгарии, ВВС Литвы, ВВС Румынии, ВВС Финляндии, ВВС Швеции, ВВС Турции, ВВС Афганистана, ВМС США, ВВС Чили, ВВС Колумбии, ВВС Аргентины. Несколько F.13 служило в ВВС СССР и эксплуатировалось советским акционерным обществом «Добролет». В 1939 году F.13 появились в Люфтваффе. В Люфтваффе F.13 применялись в качестве связных. В 1943—1944 несколько F.13 использовались против партизанских отрядов в Белоруссии.